# Сероголовый магелланов гусь
Сероголовый магелланов гусь (лат. Chloephaga poliocephala) — вид птиц из семейства Anatidae. Подвидов не выделяют.

## Распространение
Обитают в южной части Южной Америки (южная часть Чили и Аргентины, также гнездились на Фолклендских островах). Зимуют в северной и центральной части Чили, а также аргентинской провинции Буэнос-Айрес.

## Описание

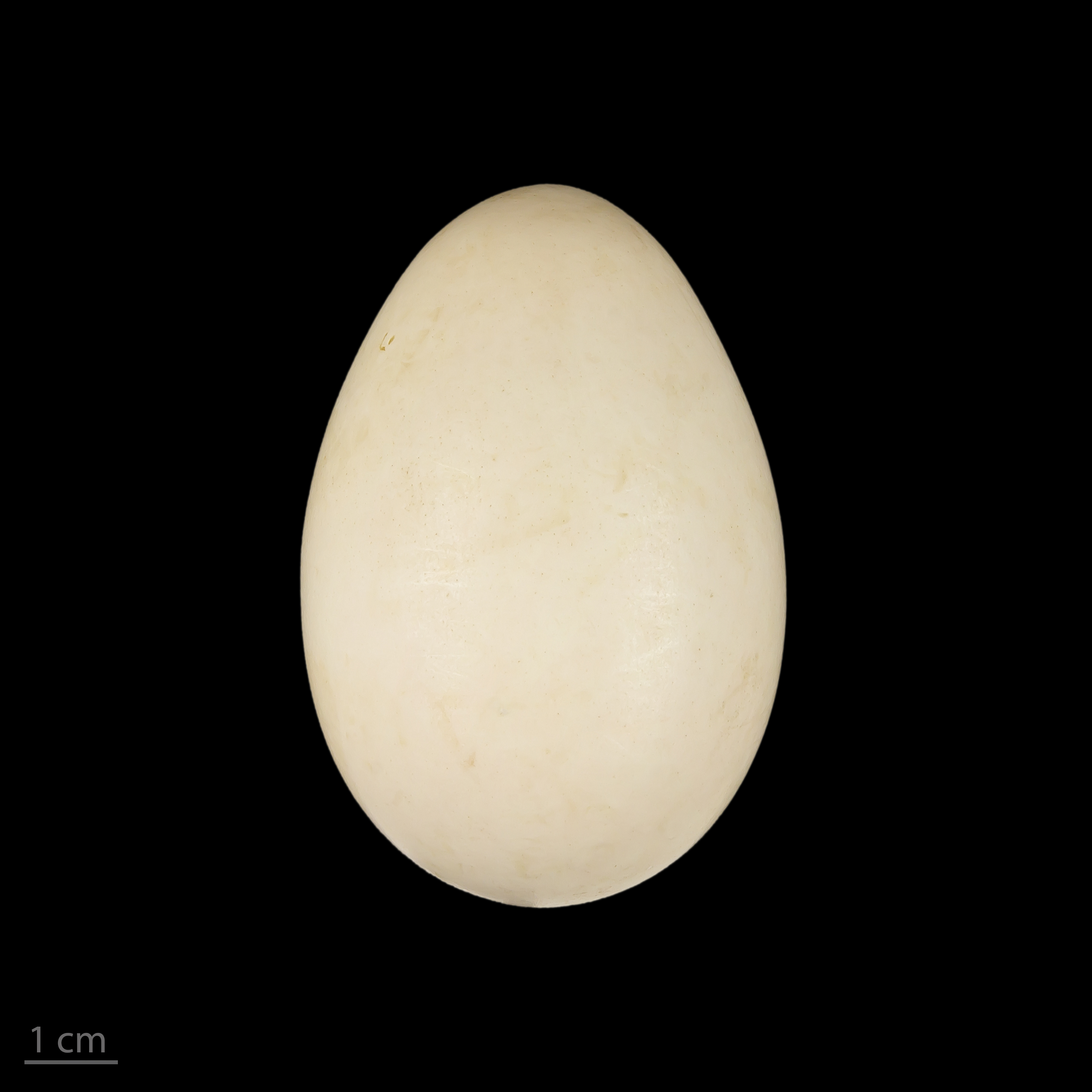
Яйцо Chloephaga poliocephala — Тулузский музей

Длина тела 50-60 см. Голова серая.

### Вокализация
Вокализация, как и у других представителей рода, подвержена половому диморфизму. Самец издает мягкий, как у голубя, свист, а самка — резкое кудахтанье.

## Биология
В кладке 4-6 яиц. Рацион преимущественно вегетарианский. Возможно, представители вида достигают половой зрелости в возрасте двух лет. Старейшей из известных птиц было шестнадцать лет.